# Tummelsta
Tummelsta är en herrgård i Ärla socken, Eskilstuna kommun.
Tummelsta omtalas i skriftliga handlingar första gången 1345 men har av namnet att döma forntida anor och i anslutning till gården finns ett större järnåldersgravfält.
Den gamla herrgårdsbyggnaden vid Tummelsta flyttades 1769 till Rinkesta som förvaltarbostad. En ny huvudbyggnad i timmer om två och en halv våning uppfördes först på 1850-talet. Den byggdes om i början av 1960-talet. Kvar vid herrgården finns fortfarande flera av 1800-talets uthus och ett par av de gamla arbetarbostäderna.